# Amphiprion frenatus
Poisson-clown rouge
Espèce
Synonymes
- Amphiprion ephippium
- Amphiprion macrostoma
- Amphiprion melanopus
- Amphiprion polylepis
- Prochilus polylepis

Amphiprion frenatus, en français poisson-clown rouge, est une espèce de poissons marins de la famille des Pomacentridae qui fréquente les fonds récifaux coralliens des eaux tropicales de la zone ouest de l'Océan Pacifique  entre 3 et 15 m de profondeur. L'épithète spécifique frenatus signifie « pourvu d'une bride », faisant allusion à l'unique bande blanche caractéristique qui traverse leur joue à la verticale, présente derrière l'œil de ce poisson.

## Taille
Ce petit poisson atteint une taille maximale adulte de 14 centimètres pour les mâles, parfois légèrement plus en aquarium.

## Dimorphisme
Adulte, le principal point de dimorphisme entre mâle et femelle est la taille des spécimens, plus petite chez la femelle. On distinguera également une différence de coloration, très nette à l'âge adulte, le mâle est plus sombre que la femelle qui cette dernière reste d'un  rouge orangé.

## Comportement
Cette espèce vit en couple avec pour habitat une anémone de mer Entacmaea quadricolor. Le poisson clown est immunisé contre les cellules urticantes de l'anémone de mer (les filaments blancs urticants de l'anémone, appelés aconties, ont des effets semblables à ceux des méduses pour l'homme et pour les petits poissons c'est la mort ou la paralysie).
Ils vivent souvent avec plusieurs autres mâles plus jeunes, plus petits et immatures dit des « mâles satellites ».

## Aquariophile
Amphiprion frenatus est une espèce assez répandue en tant que poisson d'aquarium. Maintenue dans de bonnes conditions sa maintenance et sa reproduction sont des plus intéressantes.

## Au Zoo
L'Aquarium du palais de la Porte Dorée détient au moins un couple de Amphiprion frenatus (11/2014) dans une grande cuve d'eau de mer. Ils sont aisément observables lors de la promenade de l'Aquarium.[réf. nécessaire]

## Galerie

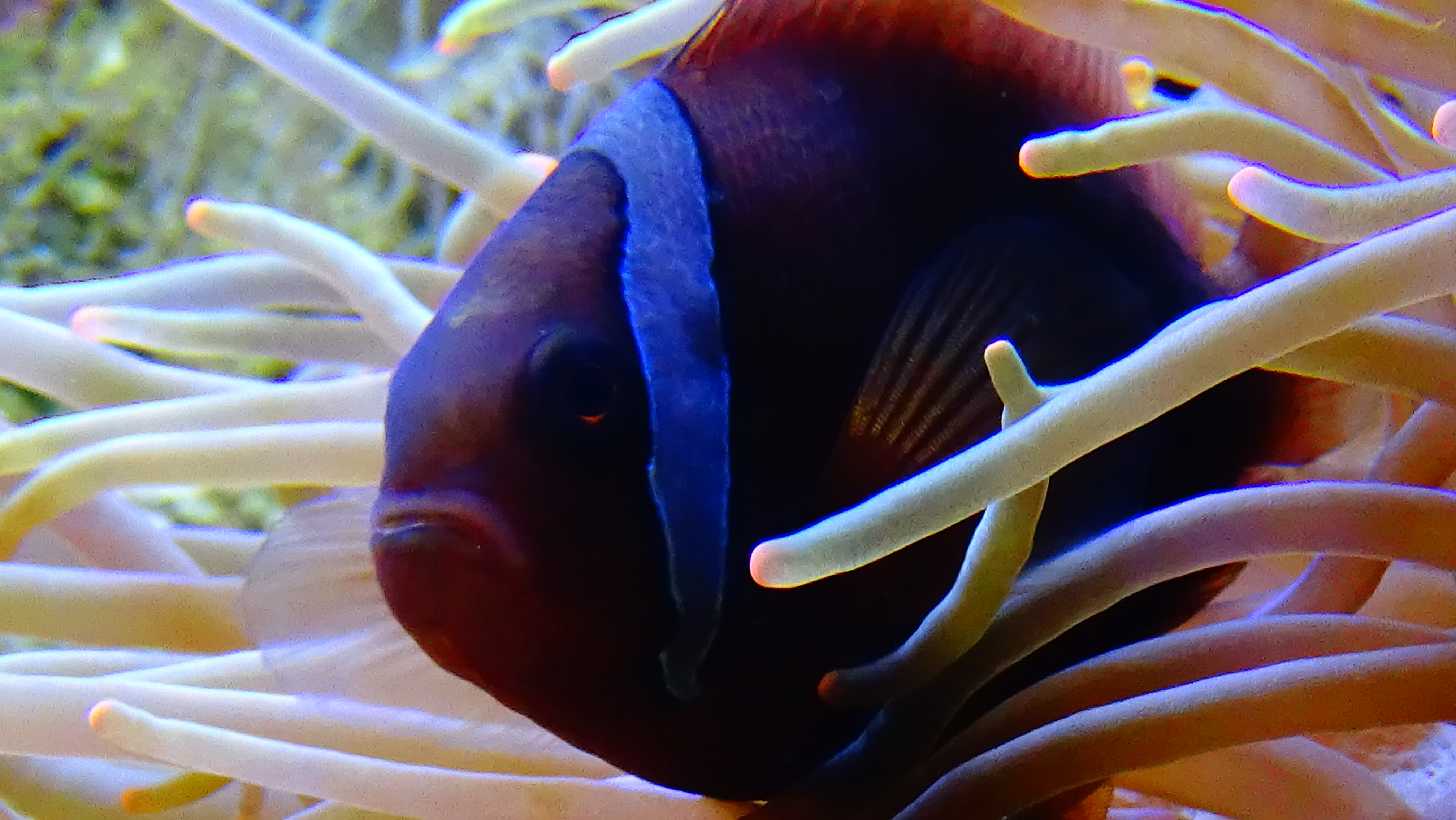
Mâle adulte en aquarium
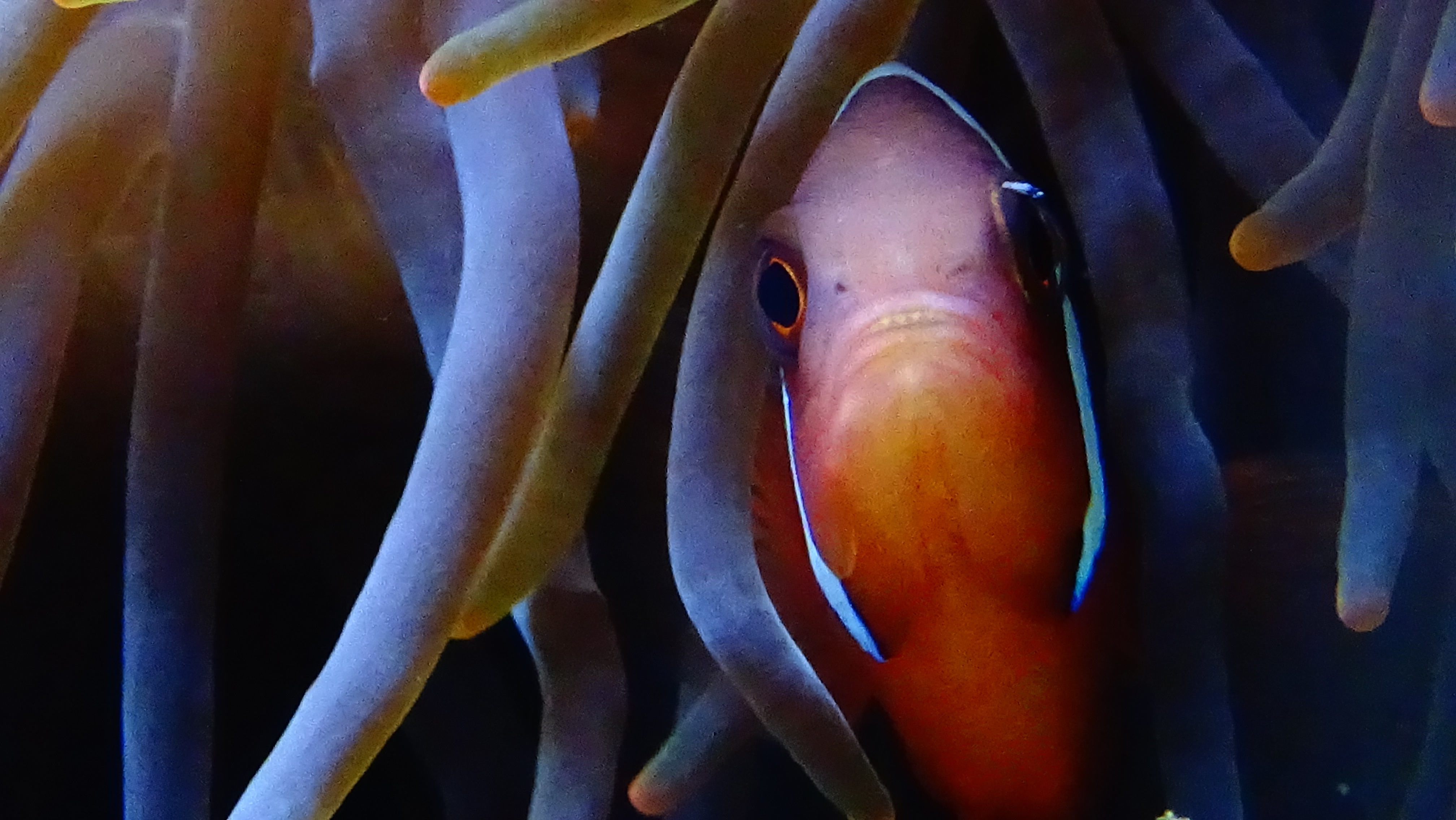
Femelle Adulte en aquarium
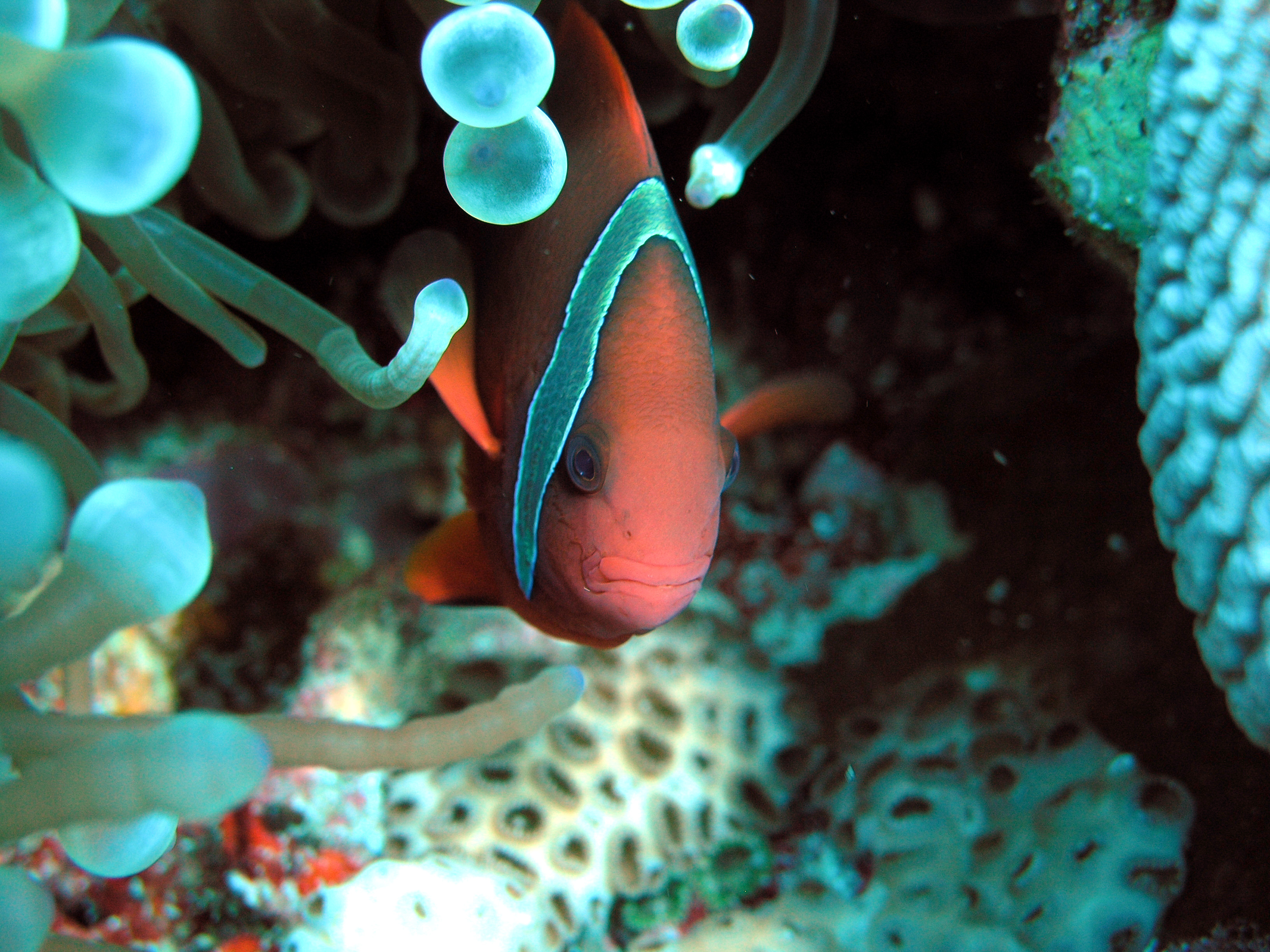
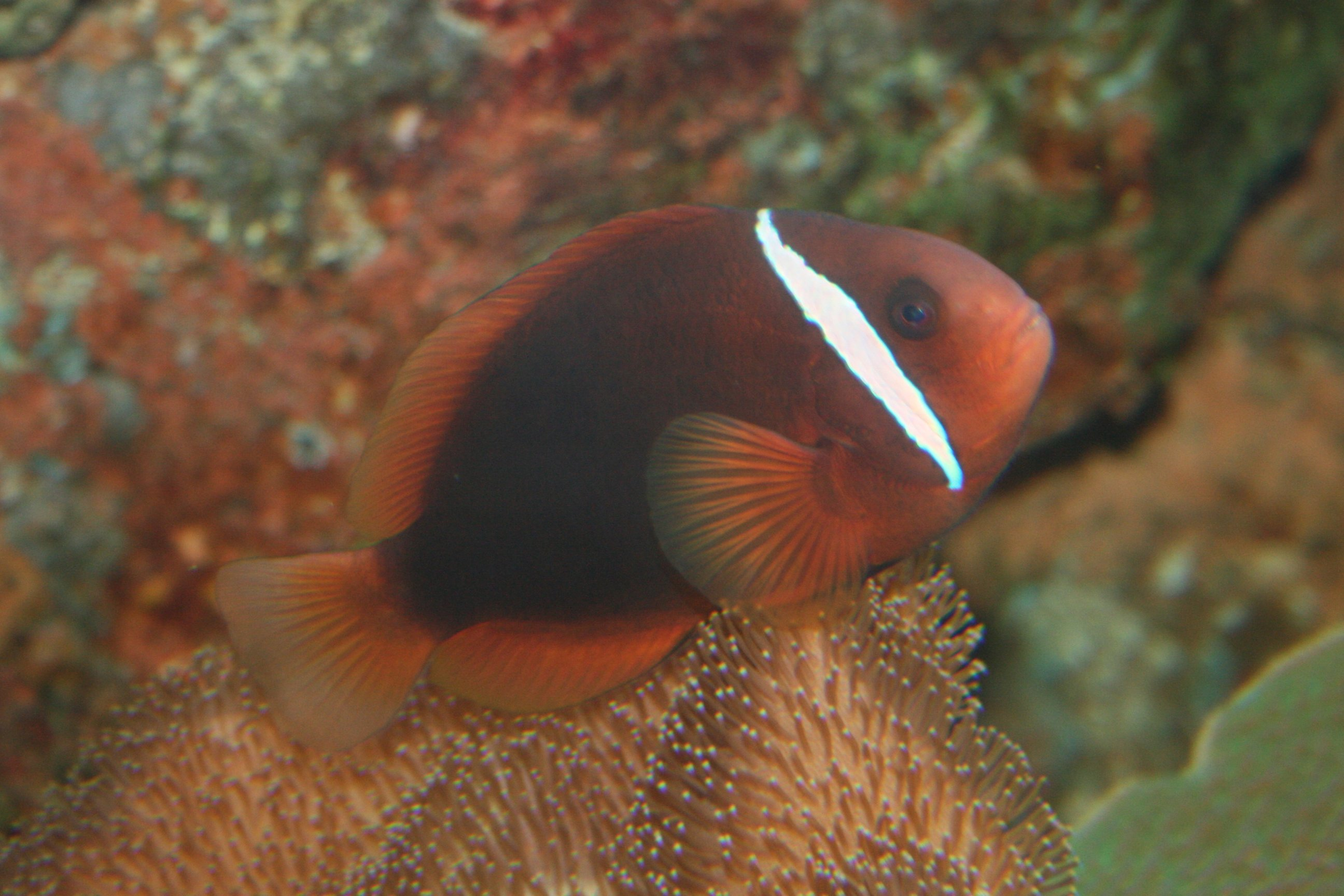
Mâle
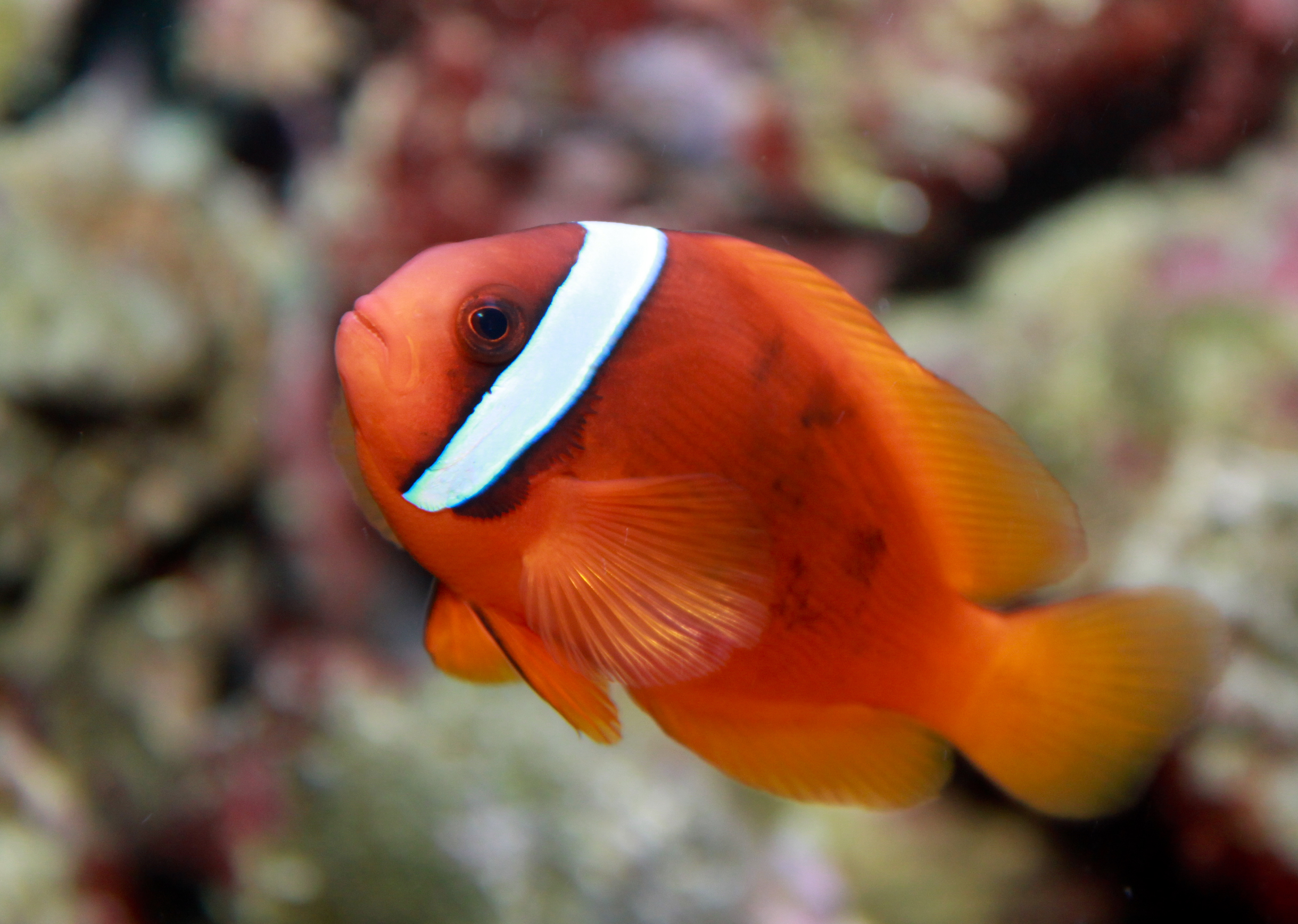
Femelle